# وایاژ وایاژ
«وایاژ وایاژ» (به فرانسوی: Voyage Voyage) ترانه‌ای از خوانندهٔ زن فرانسوی دِزیرلِس و از ساخته‌های ژان-میشل ریوا است.
«وایاژ وایاژ» در سال ۱۹۸۶ در قالب اولین تک‌آهنگ از اولین آلبوم استودیویی دِزیرلِس با نام فرانسوا روانهٔ بازار شد. این اثر در چند کشور اروپایی تبدیل به پرفروش‌ترین ترانهٔ روز شد و در بریتانیا تا ردهٔ ۵اُم جدول پرفروش‌ترین‌ها صعود کرد که برای یک ترانهٔ فرانسوی زبان موفقیتی درخورتوجه به‌شمار می‌آمد.
در سال ۲۰۰۷ کیت رایان، خوانندهٔ بلژیکی، نسخهٔ جدیدی از «وایاژ وایاژ» را بازخوانی و منتشر کرد.

## پی‌نوشت
1. ↑  Jean-Michel Rivat
2. ↑  François